# ロゼッタ (探査機)
ロゼッタ（英語: Rosetta space probe, フランス語: Sonde spatiale Rosetta）とは、欧州宇宙機関（ESA）が打ち上げた探査機である。2004年3月2日にフランス領ギアナからアリアン5G+ロケットを用いて打ち上げられた。2014年8月にチュリュモフ・ゲラシメンコ彗星に到着し、11月12日に地表に着陸機のフィラエ (Philae) を投下した。フィラエは彗星の核への着陸に成功し、人類史上初の「彗星に着陸した探査機」となった。

## 概要

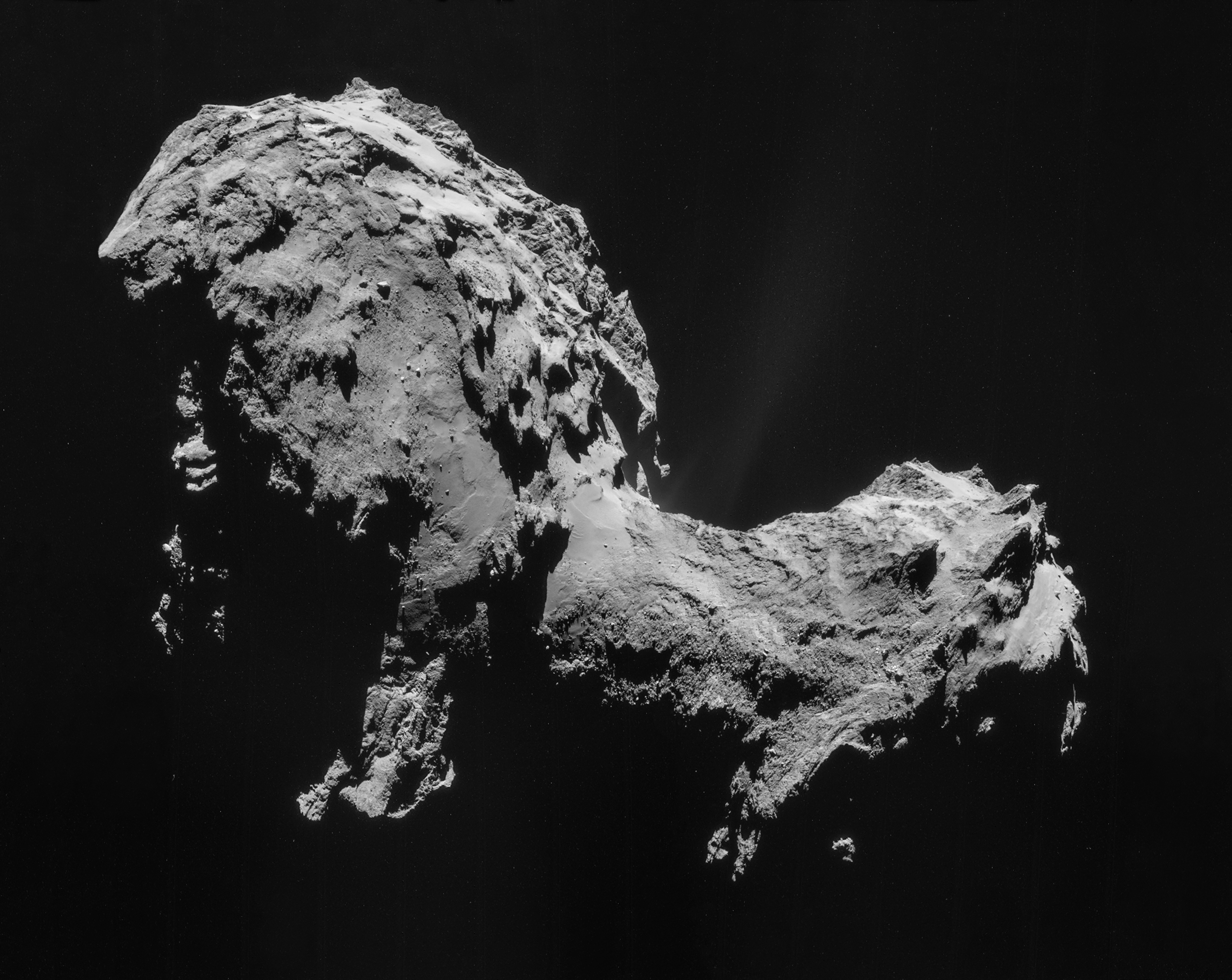
ロゼッタが撮影したチュリュモフ・ゲラシメンコ彗星の写真。

ESAはジオットによるハレー彗星の近接観測に成功したように、彗星観測の実績が有り、ハレー彗星の観測の後は彗星構成物質の採取を目的とした探査機の製造を計画した。これに基いてアメリカ航空宇宙局 (NASA) とESAが共同で計画を開始したものの、1992年にNASAが計画から離脱したため、ESAの単独事業で実施する事が決定した。
ロゼッタの当初計画では、2003年1月12日に打ち上げられ、2006年7月に小惑星(4979)大田原、2008年7月に小惑星(140)シワに接近し、2011年にワータネン彗星へ到達する予定であった。しかし、2002年12月11日にアリアン5ロケットが爆発事故を起こしたため、計画の見直しを余儀なくされた。この結果、チュリュモフ・ゲラシメンコ彗星に主目標が変更された。
探査機「ロゼッタ」の名称はロゼッタ・ストーンに、着陸機「フィラエ」の名称はロゼッタ・ストーン解読の鍵となったフィラエ・オベリスクが発見されたナイル川の川中島のフィラエ島に由来する。
ロゼッタは複数の彗星や小惑星の科学観測を行いながら航行を続け、2014年8月にチュリュモフ・ゲラシメンコ彗星に到達し、ランデブーに成功した。2015年6月には、2015年の末で終了する予定だった探査を、約9か月間延長すると発表した。
2016年9月30日に、ロゼッタは彗星の表面へ落下（または衝突）し、これを以って全ミッションを終了した。

## 経過

緑の点線の円が地球の公転軌道で、青い楕円が彗星の軌道である。なお、赤の点線の円は火星の公転軌道、茶色の点線は木星の公転軌道である。
数字は位置を示す。
1：2004年3月（打上げ）、2：2005年3月、3：2007年2月、4：2007年11月、5：2008年9月、6：2009年11月、7：2010年7月、8：2011年6月、9：2014年1月、10：2014年8月、11：2014年11月。
なお、12番は当初のミッション終了予定位置。

- 2004年3月2日：フランス領ギアナのギアナ宇宙センターから打ち上げ。
- 2005年3月4日：最初の地球でのスイングバイを実施。
- 2007年2月25日：火星でのスイングバイを実施。その際に火星の北半球と2つの衛星を撮影。
- 2007年11月7日：カタリナ・スカイサーベイによって、ロゼッタが2007 VN84という地球近傍小惑星として「発見」された。
- 2007年11月13日：2回目の地球スイングバイを実施。
- 2008年9月5日：小惑星（2867）シュテインスに接近。フライバイによる撮影。
- 2009年11月13日：3回目の地球スイングバイを実施。
- 2010年7月10日：小惑星（21）ルテティアに接近。フライバイによる撮影。
- 2011年6月8日：太陽からの距離が遠くなり、搭載した太陽電池では充分な電力が得られないため、冬眠モードへ移行。
- 2014年1月20日：冬眠モードから復帰。
- 2014年5月：チュリュモフ・ゲラシメンコ彗星へ接近し、写真撮影を開始。
- 2014年8月6日：彗星へ到着し、ランデブーに成功した[6]。
- 2014年10月14日：フィラエ着陸地点の最終決定[7]。
- 2014年11月12日：彗星への着陸機フィラエの投下および着陸[7]。
- 2014年11月-2015年12月：太陽を周回するチュリュモフ・ゲラシメンコ彗星の活動状況を観測。
- 2015年8月13日：チュリュモフ・ゲラシメンコ彗星が近日点を通過[注釈 2]。
- 2016年9月30日：ロゼッタ本体の太陽電池出力低下による機能停止の前に、彗星表面への落下及び落下地点の写真撮影を行った。午後1時19分彗星への衝突によりロゼッタの全ミッションが終了した。最後に撮影された写真は、高度20 m地点の物だった。[2][4][8]

## 小惑星との誤認
ロゼッタが2回目の地球スイングバイを試みたのは、2007年11月13日であった。その6日前の11月7日に、カタリナ・スカイサーベイによって、誤って地球に接近中の地球近傍小惑星として「発見」された。この「天体」には2007 VN84と仮符号が付けられ、直径20 mの天体と見積もられた。2007 VN84は11月13日に、地球から5600 kmの距離を通過するという軌道の予測がなされ、地球への衝突リスクの極めて高い天体とされた。しかし、地球への最接近前の11月10日に、その正体がロゼッタであったと判明した。